# Сухој Су-49
Сухој Су-49 (рус. Сухой Су-49) је једномоторни, двоседи лаки руски нискокрилни авион за обуку и транажу у летењу развијен 2000. године. 

## Пројектовање и развој
Авион Сухој Су-49 је пројектован и направљен у фабрици Сухој на основу претходног модела Сухој Су-29 и намена му је обука и тренажа пилота. Пројект је почео да се ради 1999, а израда 4 прототипа 2000. (два прототипа за статичко, а два за летна испитивања). Први прототип је завршен крајем 2000. кад је обављен први пробни лет, а главни пројектант овог авиона је В. П. Кондратијев.

### Технички опис
Сухој Су-49 је лаки двоседи авион за обуку и тренажу у летењу пилота. То је авион мешовите конструкције нискокрилни једнокрилац са једним клипним ваздухом хлађеним радијалним мотором са 9 цилиндара. Опремљен је мотором Веденејев М-14ПФ снаге 270 kW, и трокраком елисом од композитног материјала (Хофман) променљивог корака са редуктором. Авион има увлачећи стајни трап система „трицикл“ са предњом носном ногом са два точка близанца (један поред другог). Предња нога се увлачи у труп авиона повлачењем уназад, а крилне ноге се увлаче у крила преклапањем ка средишту авиона. Авион је робусне конструкције направљен од лаких композитних материјала, пластике и стаклених влакана, углљеничних влакана, нерђајучег челика високе еластичности, титанијума и алуминијумских легура. Учешће композитних материјала у укупној маси авиона износи преко 70%. Његова робусна конструкција толерише G оптерећења у границама од +9 до -9 а то је граница коју могу да поднесу само ретки пилоти. Крила авиона су трапезастог облика са равном нападном ивицом и равним косим завршетком. Пилоти су смештен у затвореном кокпиту који је смештен изнад крила па према репу. Унутрашњост кабине авиона је ергономски прилагођена пилотима, са удобним седиштем, нагнутим под углом од 35о и појасом за везивање. Дизајн кабине омогућава пилоту и инструктору да прецизно контролишу положај авиона у простору. Авион је опремљен седиштем за катапултирање у случају ванредне опасности.

## Оперативно коришћење
Авион Сухој Су-49 је победио на конкурсу ВВ Русије као авион за основну обуку кадета пилота, сада се очекује прва поруџбина ових авиона.

## Земље које користе овај авион
- Русија